# Condado de Calaveras
O condado de Calaveras (em inglês:  Calaveras County) é um dos 58 condados do estado americano da Califórnia. Foi incorporado em 1850. A sede do condado é San Andreas e sua única cidade incorporada é Angels Camp.

## Geografia
De acordo com o United States Census Bureau, o condado possui uma área de 2 686 km², dos quais 2 642 km² estão cobertos por terra e 44 km² por água.

## Demografia
Segundo o censo nacional de 2010, o condado possui uma população de 45 578 habitantes e uma densidade populacional de 17,2 hab/km². Possui 27 925 residências, que resulta em uma densidade de 11 residências/km².